# جائزة اليابان الكبرى للدراجات النارية 1997
جائزة اليابان الكبرى للدراجات النارية 1997 هو سباق دراجات نارية أقيم بتاريخ 20 أبريل 1997 في حلبة سوزوكا. كان الجولة الثانية من أصل 15 في سباق الجائزة الكبرى للدراجات النارية موسم 1997. فاز الأسترالي ميك دوهان بفئة 500 سي سي.

## وصلات خارجية
- الموقع الرسمي